# Willem Anne Lestevenon
Willem Anne Lestevenon (Parijs, 14 oktober 1750 – La Ferté-Gaucher, 4 oktober 1830) was een uit het Amsterdamse patriciaat afkomstige patriot die vooral in Haarlem bestuurlijk actief was. Hij bekleedde zowel vóór als na de Bataafse Revolutie van 1795 belangrijke staatsambten. Nadat hij in 1797 was beschuldigd van sodomie, keerde hij niet terug uit het buitenland en vestigde zich in Frankrijk.

## Leven en werkzaamheden tot 1795

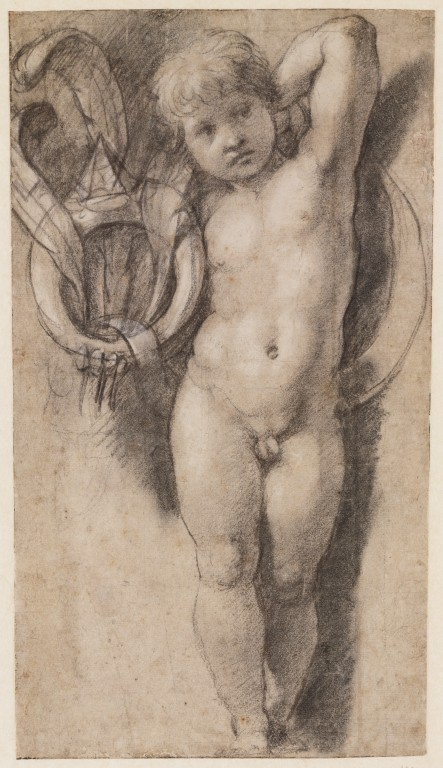
Rafaël, Staande putto met de Medici ring en veren, 1512-1514. Een van de 1700 tekeningen die Lestevenon in Rome in 1790 aankocht voor Teylers Museum

Willem Anne was de zoon van Mattheus Lestevenon, heer van Berkenrode en Hazerswoude, en van Maria Wilhelmina van der Duyn. Zijn vader was secretaris en schepen van Amsterdam en ambassadeur in Parijs.
Willem Anne studeerde in Leiden tussen 1760 tot 1767 en werd in 1769 drossaard van stad en baronie van Breda. In 1778 werd hij lid van de Hollandsche Maatschappij der Wetenschappen en huwde in 1779 met Johanna Hodshon. Hij werd benoemd tot baljuw, lid van de vroedschap en schepen in Haarlem, en gedeputeerd ter vergadering van de Staten-Generaal der Nederlanden. Lestevenon was van 1784 tot 1788 curator der Leidse Hogeschool.
Hij werd in 1784 als gevolmachtigd minister naar het hof in Brussel gestuurd. Hij was daar betrokken bij besprekingen over een aantal financiële eisen en gebiedsaanspraken van keizer Jozef II, landsheer van de Oostenrijkse Nederlanden. Dat conflict leidde in het najaar van 1784 tot de kortstondige Keteloorlog. De daarop volgende onderhandelingen met Oostenrijk werden, onder Franse bemiddeling, gevoerd in Parijs en Fontainebleau. Onderhandelaars namens de Republiek waren daarbij zijn vader Mattheus Lestevenon en Gerard Brantsen, beiden ambassadeurs aan het Franse hof.
Willem Anne moest zijn functies opgeven na de orangistische omwenteling van 1787. Op 19 februari 1788 werd hij afgezet.
Lestevenon zag nog wel kans een Missive over het ontwerp der zoogenaamde Hollandsche Patriotten, om eene tegenrevolutie in de Republiek te bewerken (Amsterdam, 1789) te publiceren. Een tweede druk hiervan, met het plan van de markies de La Fayette om zich naar Holland te begeven, dateert van 1790.
Zoals zoveel rijken uit die tijd ging hij op reis naar Frankrijk en Italië. Op die manier kwam hij in Rome terecht, waar hij op een collectie voornamelijk Italiaanse meesters stuitte (1700 tekeningen) uit het bezit van koningin Christina I van Zweden, en Livio Odescalchi met daarbij werken van Michelangelo, Rafaël, Claude Lorrain en Hendrick Goltzius. Ze bleken te koop. In opdracht van Teylers Tweede Genootschap kocht hij de tekeningen voor het in die tijd astronomische bedrag van 10.000 gulden. Teylers Stichting beschikte immers over het kapitaal van de rijke Haarlemse laken- en zijdekoopman Pieter Teyler van der Hulst, die zijn geld had nagelaten om - geheel in de geest van de Verlichting -, een museum in te richten dat de zegeningen van de kunst en wetenschap onder de bevolking zou verspreiden.

## Leven en werkzaamheden na de Bataafse Revolutie van 1795
Lestevenon keerde in 1795 terug in het bestuur van Haarlem en van Holland en maakte deel uit van het Comité te Lande en van de Eerste Nationale Vergadering.
In april 1795 werd hij een der vier leden van de Staten-Generaal, belast met de onderhandelingen over de vrede en een te sluiten verbond met Frankrijk, waarvoor de leden van het comité de salut public Emmanuel Joseph Sieyès en Jean-François Reubell in mei naar Den Haag kwamen. Hoewel Nederland zich zeer grote opofferingen moest getroosten, viel het toch nog mee dat het Vredesverdrag van Den Haag van 16 mei 1795 het zelfstandig bestaan van de nieuwe Bataafse Republiek niet aantastte.
Lestevenon werd 8 juni 1795 met drie anderen afgevaardigd om voorlopig het bestuur van het generaliteitsland Staats-Brabant te voeren. Maar op 11 juni kwam een voorlopig, door de verschillende delen van Staats-Brabant gekozen bestuur te Tilburg bijeen om de regering op zich te nemen. Op 29 juni zonden Lestevenon en zijn ambtgenoten aan alle municipaliteiten van Staats-Brabant een circulaire, waarin zij hun verboden, te gehoorzamen aan het Tilburgse bestuur. Het sprak vanzelf, dat zij op den duur voor dat bestuur moesten wijken en er kwam dan ook in augustus 1795 een overeenkomst tot stand, ten gevolge waarvan Bataafs-Brabant met ingang van 1 januari 1796 als een provincie gelijk de zeven andere in het bondgenootschap werd opgenomen. Hetzelfde was toen met Drenthe het geval.
Op 27 januari 1796 werd Lestevenon bij de verkiezingen voor de Nationale Vergadering in de kiesdistricten Beverwijk en Haarlem tot lid gekozen. Door het lot werd uitgemaakt, dat hij voor Haarlem zitting zou nemen. Hij werd in maart 1796 door zijn medeleden gekozen tot lid der commissie voor Buitenlandse Zaken.
Op 18 juni 1796 werd hij samen met Jean Pasteur naar Parijs afgevaardigd om te trachten, bij de onderhandelingen tussen Frankrijk, de keizer en de Duitse staten de Nederlandse belangen te behartigen, en tevens om deel te nemen aan den door Frankrijk met Spanje te sluiten vrede. Begin 1797 werd zijn naam genoemd in een afpersingszaak in Dordrecht. De verdachte bekende ook seksuele contacten te hebben gehad met Lestevenon.  Lestevenon keerde niet meer terug uit het buitenland en werd bij verstek verbannen uit het gewest Holland.
Hij en zijn zuster Marie Jacqueline, de enige erfgenamen van hun vader, verkochten in 1797 hun Berkenroods bezit aan Jan Pieter van Wickevoort Crommelin. Hier waren de heerlijkheidsrechten niet bij inbegrepen, deze werden in 1798 onderhands verkocht aan Johanna Maria Dutry, de ambachtsvrouw van Heemstede.